# آدی شانکرا (فیلم)
 آدی شانکرا (به انگلیسی: Adi Shankaracharya) فیلمی محصول سال ۱۹۸۳ و به کارگردانی جی وی. لایر است. در این فیلم بازیگرانی همچون ساروادمان دی. بانرجی، سرینویسا پرابو، بهارات بوشان ایفای نقش کرده‌اند.
این فیلم به داستان زندگی شانکرا می‌پردازد.